# 立木圣美
立木圣美（日语：／ Tachiki Masami，1987年8月10日—），日本女性偶像艺人，出生于日本神奈川县。现为RDproject旗下艺人。
立木是偶像团体「梦☆卵」（ゆめ☆たまご）的第二代队长。

## 出演

### 电视节目
- 《馬の子TIM（日语：Odds On TV!）》（Green Channel，2008年）
- 《勝ち抜き!アイドル天国!!ヌキ天（日语：勝ち抜き!アイドル天国!!ヌキ天）》（GyaO，2008年）